# Европско првенство у атлетици на отвореном 1946 — троскок за мушкарце
Такмичење у троскоку у мушкој конкуренцији на 3. Европском првенству у атлетици 1938. одржано је 22. августа на стадиону Бислет у Ослу.
Титулу освојену на 2. Европском првенству 1938. у Паризу није бранио Они Рајасари из Финске

## Земље учеснице
Учествовало је 9 такмичара из 7 земаља.
1. Данска (1)
2. Исланд (1)
3. Уједињено Краљевство (1)
4. Норвешка (1)
5. Финска (2)
6. Чехословачка (1)
7. Шведска (2)

## Рекорди
| Рекорди пре почетка Европског првенства 1946.  | Рекорди пре почетка Европског првенства 1946. | Рекорди пре почетка Европског првенства 1946. | Рекорди пре почетка Европског првенства 1946. | Рекорди пре почетка Европског првенства 1946. | Рекорди пре почетка Европског првенства 1946. | Рекорди пре почетка Европског првенства 1946. |
| ---------------------------------------------- | --------------------------------------------- | --------------------------------------------- | --------------------------------------------- | --------------------------------------------- | --------------------------------------------- | --------------------------------------------- |
| Светски рекорд                                 | Науто Тајима Јапан                            | 16,00                                         | Берлин, Немачка                               | 6. јун 1936.                                  | [ 2 ]                                         |                                               |
| Европски рекорд                                | Они Рајасари Финска                           | 15,52                                         | Лахти, Финска                                 | 16. јул 1939.                                 | [ 4 ]                                         |                                               |
| Европски рекорд                                | Вилхо Тулос Финска                            | 15,48                                         | Борос, Шведска                                | 6. јул 1923.                                  | [ 4 ]                                         |                                               |
| Рекорди европских првенстава                   | Они Рајасарис Финска                          | 15,32                                         | Париз, Француска                              | 4. септембар 1938.                            | [ 5 ]                                         |                                               |
| Рекорди по завршетку Европског првенства 1946. |                                               |                                               |                                               |                                               |                                               |                                               |
| Нових рекорда није било                        |                                               |                                               |                                               |                                               |                                               |                                               |

## Освајачи медаља
|                        |                         |                    |
| Валдемар Раутио Финска | Бертил Јохансон Шведска | Арне Охман Шведска |

## Резултати

### Финале
| Пласман | Такмичар         | Земља                | Време | Белешке |
| ------- | ---------------- | -------------------- | ----- | ------- |
|         | Валдемар Раутио  | Финска               | 15,17 |         |
|         | Бертил Јохансон  | Шведска              | 15,15 |         |
|         | Арне Охман       | Шведска              | 14,96 |         |
| 4.      | Евген Хавгланд   | Норвешка             | 14,70 |         |
| 5.      | Ханес Сонк       | Финска               | 14,70 |         |
| 6.      | Пребен Ларсен    | Данска               | 14,65 |         |
| 7.      | Стефан Соренсон  | Исланд               | 14,11 | НР      |
| 8.      | Мирослав Рихошек | Чехословачка         | 13,77 |         |
| 9.      | Денис Вотс       | Уједињено Краљевство | 13,49 |         |

## Укупни биланс медаља у троскоку за мушкарце после 3. Европског првенства 1934—1946.
|    | Земља      | Злато | Сребро | Бронза | Укупно |
| -- | ---------- | ----- | ------ | ------ | ------ |
| 1. | Финска     | 2     | 1      | 1      | 4      |
| 3. | Шведска    | 0     | 2      | 1      | 3      |
| 3. | Холандија  | 1     | 0      | 0      | 1      |
| 4. | Немачка    | 0     | 0      | 1      | 1      |
|    | Укупно {4} | 3     | 3      | 3      | 0      |

|    | Земља                | Злато | Сребро | Бронза | Укупно |
| -- | -------------------- | ----- | ------ | ------ | ------ |
| 1. | Они Рајасари, Финска | 1     | 0      | 1      | 2      |